# Meeting Stanislas
 (septembre 2013).
Si vous disposez d'ouvrages ou d'articles de référence ou si vous connaissez des sites web de qualité traitant du thème abordé ici, merci de compléter l'article en donnant les références utiles à sa vérifiabilité et en les liant à la section « Notes et références ».
Le Meeting Stanislas (Meeting Stanislas Métropole du Grand Nancy) est une compétition internationale d'athlétisme se déroulant une fois par an vers le mois de juin au Stade Raymond-Petit de Tomblaine, en France. Il figure en 2012 parmi les douze épreuves du circuit européen de l'European Outdoor Premium Meetings. C'est une des étapes du Pro Athlé Tour.

## Records du meeting

### Hommes
| Épreuve           | Record              | Athlète                     | Nationalité    | Date              |
| ----------------- | ------------------- | --------------------------- | -------------- | ----------------- |
| 100 m             | 10 s 08 (0,0 m/s)   | Arthur Gue Cissé            | Côte d'Ivoire  | 27 juin 2018      |
| 200 m             | 20 s 20 (+ 0,2 m/s) | Likoúrgos-Stéfanos Tsákonas | Grèce          | 1er juillet 2015  |
| 400 m             | 45 s 34             | Shane Niemi                 | Canada         | 2 septembre 2001  |
| 800 m             | 1 min 43 s 46       | David Rudisha               | Kenya          | 24 juin 2011      |
| 1 500 m           | 3 min 33 s 12       | Mahiedine Mekhissi-Benabbad | France         | 2 juillet 2013    |
| 3 000 m           | 7 min 49 s 08       | Mustapha Essaïd             | France         | 3 septembre 2000  |
| 5 000 m           |                     |                             |                |                   |
| 110 m haies       | 13 s 12 (+ 1,1 m/s) | Orlando Ortega              | Cuba           | 27 juin 2014      |
| 400 m haies       | 48 s 97             | Cornel Fredericks           | Afrique du Sud | 27 juin 2014      |
| 3 000 m steeple   | 8 min 17 s 06       | Barnabas Kipyego            | Kenya          | 27 juin 2018      |
| Saut en hauteur   |                     |                             |                |                   |
| Saut à la perche  | 5,82 m              | Renaud Lavillenie           | France         | 25 juin 2010      |
| Saut en longueur  | 8,24 m              | Salim Sdiri                 | France         | 25 juin 2010      |
| Triple saut       | 17,57 m             | Arnie David Giralt          | Cuba           | 26 juin 2009      |
| Lancer du poids   | 19,51 m             | Yves Niaré                  | France         | 9 septembre 2008  |
| Lancer du disque  | 65,81 m             | Robert Urbanek              | Pologne        | 22 juin 2019      |
| Lancer du javelot | 82,17 m             | Boris Henry                 | Allemagne      | 17 septembre 2002 |
| Lancer du marteau | 80,82 m             | Pawel Fajdek                | Pologne        | 22 juin 2019      |

### Femmes
| Épreuve           | Record              | Athlète                | Nationalité      | Date              |
| ----------------- | ------------------- | ---------------------- | ---------------- | ----------------- |
| 100 m             | 11 s 11 (+ 0,3 m/s) | Christine Arron        | France           | 16 septembre 2003 |
| 200 m             | 23 s 16             | Muriel Hurtis          | France           | 3 septembre 2000  |
| 400 m             | 50 s 29             | Cynthia Bolingo        | Belgique         | 5 juillet 2021    |
| 800 m             | 1 min 58 s 06       | Emily Tuey             | Kenya            | 27 juin 2018      |
| 1 500 m           | 4 min 05 s 51       | Mercy Cherono          | Kenya            | 5 juillet 2021    |
| 3 000 m           |                     |                        |                  |                   |
| 5 000 m           |                     |                        |                  |                   |
| 100 m haies       | 12 s 88 (+ 0,2 m/s) | Reetta Hurske          | Finlande         | 2 juillet 2022    |
| 400 m haies       | 54 s 97             | Hanna Titimets         | Ukraine          | 27 juin 2014      |
| 3 000 m steeple   |                     |                        |                  |                   |
| Saut en hauteur   | 1,95 m              | Mélanie Melfort        | France           | 9 septembre 2008  |
| Saut à la perche  | 4,70 m              | Nikoleta Kyriakopoulou | Grèce            | 5 juillet 2021    |
| Saut en longueur  | 6,62 m (+ 1,1 m/s)  | Aurélie Félix          | France           | 3 septembre 2000  |
| Triple saut       | 13,69 m (+ 0,1 m/s) | Liadagmis Povea        | Cuba             | 14 juin 2016      |
| Lancer du poids   | 20,97 m             | Valerie Adams          | Nouvelle-Zélande | 8 juillet 2012    |
| Lancer du disque  | 64,35 m             | Denia Caballero        | Cuba             | 27 juin 2014      |
| Lancer du marteau | 73,26 m             | Yipsi Moreno           | Cuba             | 2 juillet 2013    |
| Lancer du javelot | 63,37 m             | Anete Kociņa           | Lettonie         | 28 juin 2017      |